# Joël Karekezi
Joël Karekezi est un scénariste, réalisateur et producteur rwandais.
Son court métrage Le Pardon, qui porte sur la réconciliation après le génocide de 1994 contre les Tutsis, remporte le prix Golden Impala au Amakula International Film Festival (en) en Ouganda. Une version long métrage est réalisée en 2011 et présentée au Festival international du film de Göteborg, et plus tard dans d'autres festivals internationaux, y compris le Festival international du film de Seattle (2013), le Festival international du film de Chicago et le FESPACO.

## Biographie et carrière
Karekezi est né a Gisenyi. A huit ans, son père est tué pendant le génocide rwandais, il s'installe ainsi avec sa sœur et son frère à Kigali.
Il commence ses études par trois ans de biologie-chimie-éducation au Kigali Institute of Education.
Puis, en un an il est titulaire d'un diplôme en réalisation de films d'une école de cinéma canadienne en ligne, CineCours.
Il apprend ensuite l'écriture de scénarios au Maisha Film Lab.
Après avoir étudié au Maisha Film Lab, Karekezi réalise son court métrage, Le Pardon, qui remporte le prix Golden Impala au Amakula International Film Festival (en) en Ouganda. En 2010, il est notamment présenté au Durban International Film Festival, au Festival international du film du Kenya, au Zanzibar International Film Festival (en) et au Festival du cinéma africain de la Silicon Valley en Californie, où il remporte le prix du meilleur court métrage.
Karekezi réalise une version long métrage en 2011, Imbabazi : le Pardon, basé sur les mêmes personnages, avec un faible budget et filmé en Ouganda.
En 2013, Karekezi travaille sur The Mercy of the Jungle. Le script avait remporté le CFI Best Audiovisual Award pour le projet audiovisuel le plus prometteur à Durban FilmMart en 2012. Sélectionné pour le FESPACO 2019, où il fait l'ouverture du festival,, ce film remporte finalement la principale récompense, l'étalon d'or. Sous son titre français, La Miséricorde de la jungle, le film sort le 24 avril 2019 en France puis le 8 mai 2019 en Belgique.